# جان تشارلز فرنانديز
جان تشارلز فرنانديز هو لاعب كرة قدم غيني، ولد في 20 يناير 1998. لعب مع دوكسا كاتوكوبياس ‏.

## وصلات خارجية
- جان تشارلز فرنانديز على موقع قاعدة بيانات كرة القدم.إي يو (الإنجليزية)
- جان تشارلز فرنانديز على موقع ناشيونال فوتبول تيمز (الإنجليزية)
- جان تشارلز فرنانديز على موقع Soccerway.com (الإنجليزية)